# Processa packeri
Processa packeri is een garnalensoort uit de familie van de Processidae. De wetenschappelijke naam van de soort is voor het eerst geldig gepubliceerd in 1990 door Manning & Chace.